# بوابة منطقية

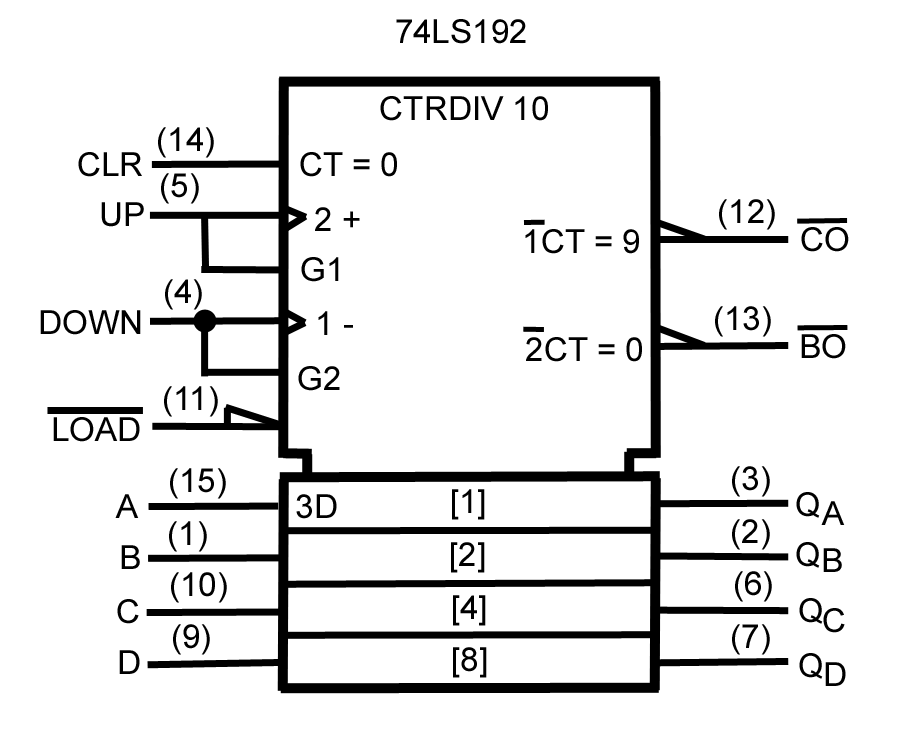
عداد عشري متزامن نوع فوق/تحت بحجم 4 بت (74LS192).

البوابة المنطقية  (بالإنجليزية: Logic gate) هي دائرة إلكترونية  تحتوي على (مدخل واحد أو عدة مداخل) ومخرج واحد حيث تقوم بعملية منطقية على المدخل وتنتج المخرج المطلوب، تستخدم هذه البوابات في بناء معالجات الأجهزة الإلكترونية والحواسيب.
لأنّ مخرج البوابة الرقمية هو أيضاً قيمة منطقية، فإنّه يمكن استخدام مخرج أحد البوابات المنطقية كمدخل لبوابة أخرى. المنطق المستخدم غالباً هو المنطق البولياني (Boolean logic)، وهو المنطق الذي يعمل في الدوائر الرقمية.
تُصنع الدائرة الإلكترونية للبوابة الرقمية باستخدام دايودات ومقاحل، ويمكن أيضاً بناؤها باستخدام المبدّلات الإلكترونية، سوائل منطقية، إشارات ضوئية، جزيئات، وحتى من أجزاء ميكانيكية.

## المستويات المنطقية
المستوى في المنطق البوليانى لابد أن يكون أحد مستويين. هذان المستويان لهم أسماء عديدة منها: عالي ومنخفض، مفتوح ومغلق، نعم ولا، حقيقى وكاذب، واحد وصفر.

## جدول الحقيقة
جدول الحقيقة هو جدول يصف سلوك البوابة المنطقية أو دائرة منطقية(عدة بوابات منطقية) حيث يوضح قيمة المخرج لكل مدخل منطقي محتمل، ويمكن أن يستخدم في تبسيط عدد البوابات المنطقية عند تصميم دائرة منطقية.ولكن بصفة عامة لا يستخدم جدول الحقيقة في التبسيط وإنما تستخدم خريطة كارنو فايتش (karanaugh map).

## أنواع التقنيات
أهم الأنواع هي منطق المقاومات- المقاحل (الترانزستورات) RTL ومنطق الدايودات -المقاحل DTL ومنطق المقاحل TTL ومنطق الموسفت (ترانزستور معدن -أكسيد -شبه موصل) المتناظر CMOS
| مدخل | A       | 0 | 0 | 1 | 1 |
| مدخل | B       | 0 | 1 | 0 | 1 |
| مخرج | 0       | 0 | 0 | 0 | 0 |
| مخرج | A> B *  | 0 | 0 | 1 | 0 |
| مخرج | A       | 0 | 0 | 1 | 1 |
| مخرج | A <B *  | 0 | 1 | 0 | 0 |
| مخرج | B       | 0 | 1 | 0 | 1 |
| مخرج | A ≥ B * | 1 | 0 | 1 | 1 |
| مخرج | A ≤ B * | 1 | 1 | 0 | 1 |
| مخرج | 1       | 1 | 1 | 1 | 1 |

البوابات المنطقية هي جزء رئيسي من الكثير من الدوائر الرقمية، لذلك، كل نوع منها مُنتج كدارة متكاملة (IC)، انظر لسلسلة 4000 من عائلة CMOS. أو السلسلة 700.

## الرموز
يوجد مجموعتان من الرموز القياسية الأولى تعتمد على شكل الرمز وهي الأقدم وما زالت الأكثر انتشارا لسهولتها والأخرى تعتمد على حروف لاتينية داخل مربعات
| مدخل | مدخل | مخرج  |
| A    | B    | A و B |
| 0    | 0    | 0     |
| 0    | 1    | 0     |
| 1    | 0    | 0     |
| 1    | 1    | 1     |

| مدخل | مدخل | مخرج   |
| A    | B    | A أو B |
| 0    | 0    | 0      |
| 0    | 1    | 1      |
| 1    | 0    | 1      |
| 1    | 1    | 1      |

| مدخل | مخرج  |
| A    | not A |
| 0    | 1     |
| 1    | 0     |

| INPUT | INPUT | OUTPUT   |
| A     | B     | A NAND B |
| 0     | 0     | 1        |
| 0     | 1     | 1        |
| 1     | 0     | 1        |
| 1     | 1     | 0        |

| INPUT | INPUT | OUTPUT  |
| A     | B     | A NOR B |
| 0     | 0     | 1       |
| 0     | 1     | 0       |
| 1     | 0     | 0       |
| 1     | 1     | 0       |

| INPUT | INPUT | OUTPUT  |
| A     | B     | A XOR B |
| 0     | 0     | 0       |
| 0     | 1     | 1       |
| 1     | 0     | 1       |
| 1     | 1     | 0       |

| INPUT | INPUT | OUTPUT   |
| A     | B     | A XNOR B |
| 0     | 0     | 1        |
| 0     | 1     | 0        |
| 1     | 0     | 0        |
| 1     | 1     | 1        |

## قواعد المنطق البوليني
مع مراعاة أن المتغيرات z,x,y قيمتهما إما 0 أو 1:
{\displaystyle \ 0+x=x}
{\displaystyle \ 1=x+1}
{\displaystyle \ x+x=x}
{\displaystyle x+{\overline {x}}=1}
{\displaystyle 0=x\cdot 0}
{\displaystyle 1\cdot x=x}
{\displaystyle x\cdot x=x}
{\displaystyle x\cdot {\overline {x}}=0}
{\displaystyle {\overline {\overline {x}}}=x}
{\displaystyle \ x+y=y+x}
{\displaystyle x\cdot y=y\cdot x}
{\displaystyle \ x+(y+z)=(x+y)+z}
{\displaystyle x\cdot (y\cdot z)=(x\cdot y)\cdot z}
{\displaystyle x\cdot (y+z)=x\cdot y+x\cdot z}
{\displaystyle x+x\cdot z=x}
{\displaystyle x\cdot (x+y)=x}
{\displaystyle (x+y)\cdot (x+z)=x+y\cdot z}
{\displaystyle x+({\overline {x}}\cdot y)=x+y}
{\displaystyle x\cdot y+y\cdot z+({\overline {y}}\cdot z)=x\cdot y+z}

## البوابات المنطقية الأساسية
تتألف البوابات المنطقية بشكل عام من ثلاثة بوابات أساسية (AND-OR-NOT).

### التابع المنطقي AND
يعبر عن التابع and بالعلاقة التالية(Z=A AND B)والسبب في هذه التسمية هو أن Z=TRUE فقط حينما يكون كلا من (AوBحقيقيان)
وجدول الحقيقة للتابعAND هو:
| P | Q | {\displaystyle P\wedge Q} |
| 0 | 0 | 0                         |
| 0 | 1 | 0                         |
| 1 | 0 | 0                         |
| 1 | 1 | 1                         |

يعبرعن التابع AND بشكل آخر باستخدام العلاقة التالية:Z=A.B والتي تكتب بشكل أبسط كما يلي:Z=AB
تظهر العلاقتان السابقتان أن Zهو الناتج من عملية ضرب AوB وبالطبع ليس المقصود هنا الضرب الحسابي كما أن AوB ليسا بعددين

#### صفات التابعAND
- إن أول صفة للتابع AND هي قابليته للتبديل، أي تغيير ترتيب AوB لا يؤثر على التابع Zكما هو مبين بالعلاقة:Z=AB=BA

ويمكن التأكد من صحة هذه العلاقة بتبديل موضعي العمودين AوB في جدول الحقيقة
و التأكد من عدم تغيير القيم الموجودة في العمود Z
- إن الصفة الثانية للتابع AND هي قابليته للتجميع أي إذا كانت هناك ثلاث متحولات

Aو BوC فبغض النظر عن ترتيب عمليات الجدول لهذه المتحولات لا تتغير قيمة التابع
Z أي:Z=A(BC)=(AB)C
تمثل الدائرة التي تشكل الجدول المنطقي Z=AB بواسطة الرمز التالي:
وبسبب خاصية الانتقال والتجميع للتابع AND تمثل الدارة التي تشكل الجداء المنطقي
لعدة متحولات بواسطة

### التابع المنطقي OR
يعبر عن تابع OR بالعلاقة التالية: Z=A OR Bوالسبب في هذه التسمية هو
أن(Z=TRUE) إذا كان(A=T)أو(B=T)أو إذا كان كلا من AوBحقيقيان.
وجدول الحقيقة للتابعOR هو:
ويمكن كتابة التابع OR بشكل آخر كما يلي: Z=A+B
بالطبع إشارة الجمع هناك لا تعني عملية الجمع الحسابية وفي كثير من الأحيان يسمى
التابع (A+B)بالمجموع المنطقي ل(A وB)

#### صفات التابع OR
- إن التابع OR كالتابع AND يتمتع بصفة التبديل والتجميع التي يمكن التعبير

عنهما بالعلاقتين التاليتين:
Z=A+B=B+A
Z=A+(B+C)=(A+B)+C
تمثل الدارة التي تشكل المجموع المنطقي Z=A+B من أجل متحولين :
ومن أجل عدة متحولات:
ثالثا:التابع NOT (النفي والانعكاس):
العاكس بالتعريف هو بوابة منطقية بمدخل واحد ومخرج واحد.حيث الخرج متمم
للدخل حتما. فحينما يكون الدخل حقيقيا يكون الخرج غير حقيقيا وبالعكس أي حينما
يكون الدخل مساويا ل(A)يكون الخرج Z=A' وجدول الحقيقة للتابع NOT هو:
يستخدم لتمثيل العاكس الرمز التالي:
ويمكن من هذه التوابع الثلاث تشكيل بعض التوابع الفرعية مثل التابعين المنطقيين
حيث يعتبر التابع NANDمتمما للتابع AND أي
NAND و NOR وذلك من التابعين الأساسيين ORو AND
```
(Z=(A.B)'=NOT(A AND B
```

لذا يمكن تمثيل بوابة NAND باستخدام بوابة AND وتوضع دائرة النفي على
خرج هذه البوابة كما هو مبين بالشكل:
كذلك التابع NOR يعتبر متمما للتابع OR أي:
```
(Z=(A+B)'=NOT(A OR B
```

وكذلك تمثيله باستخدام بوابة OR ووضع دائرة النفي على مخرج هذه البوابة كما هو
مبين بالشكل:
تتصف عمليتي NANDوNOR بأنهما قابلتين للتبديل أي أن:
'Z=AB'=BA
'(Z=(A+B)'=(B+A
ولكنهما غير قابلتين للتجميع.